# Jock Hutchison
Jack Fowler Hutchison (Fife, 8 juni 1884 – Evanston, 27 september 1977) was een Schotse golfprofessional, die in 1920 de Amerikaanse nationaliteit kreeg. Hij werd Jock genoemd.
Jock werd op 6 juni 1884 geboren in St Andrews, in Fife, Schotland. Hij emigreerde naar de Verenigde Staten en ging bij de Allegheny Country Club in Pittsburgh werken. In 1918 ging hij naar de Glen Vieuw Club in Illinois. In 1920 werd hij genaturaliseerd.
De PGA Tour werd in 1916 opgericht. Dat jaar verloor hij de finale van het US PGA Championship aan Jim Barnes.
In 1918 won Hutchison er zijn eerste toernooi. In totaal speelde hij 99 toernooien op de PGA Tour en won hij er 14, incl. twee Majors: het Amerikaanse PGA kampioenschap in 1920 en het Brits Open op de Old Course van St Andrews in 1921.

## Brits Open 1921
In 1921 ging hij met acht Amerikanen op een boot naar Schotland om het Brits Open te spelen. Na ronde 3 stond Jim Barnes  aan de leiding met 222, op de voet gevolgd door Arnaud Massy met 223. Walter Hagen en amateur Roger Wethered hadden 225 en Hutchison stond op 226. Na 72 holes stond Hutchison met een score van 296 gelijk met Roger Wethered uit Oxford. Hutchison won de 36-holes play-off met een voorsprong van 9 slagen. 

De terugtocht werd gemaakt aan boord van de RMS Carmania van de Cunard Line. De trofee maakte haar eerste reis over de oceaan want Hutchison was de eerste in Amerika wonende speler die het Brits Open won en als winnaar kreeg hij £ 75.
play-off
Ronde 1
| Hole      | 1 | 2 | 3 | 4 | 5 | 6 | 7 | 8 | 9 | Out | 10 | 11 | 12 | 13 | 14 | 15 | 16 | 17 | 18 | In | Totaal |
| --------- | - | - | - | - | - | - | - | - | - | --- | -- | -- | -- | -- | -- | -- | -- | -- | -- | -- | ------ |
| Hutchison | 4 | 5 | 3 | 6 | 5 | 4 | 3 | 3 | 3 | 36  | 3  | 4  | 4  | 5  | 5  | 4  | 5  | 4  | 4  | 38 | 74     |
| Wethered  | 4 | 5 | 5 | 4 | 5 | 4 | 4 | 4 | 4 | 39  | 4  | 4  | 4  | 4  | 4  | 4  | 4  | 5  | 5  | 38 | 77     |

Ronde 2
| Hole      | 1 | 2 | 3 | 4 | 5 | 6 | 7 | 8 | 9 | Out | 10 | 11 | 12 | 13 | 14 | 15 | 16 | 17 | 18 | In | Totaal |
| --------- | - | - | - | - | - | - | - | - | - | --- | -- | -- | -- | -- | -- | -- | -- | -- | -- | -- | ------ |
| Hutchison | 4 | 5 | 4 | 4 | 3 | 3 | 4 | 3 | 3 | 33  | 4  | 5  | 5  | 4  | 5  | 4  | 5  | 6  | 5  | 43 | 76     |
| Wethered  | 4 | 5 | 4 | 6 | 5 | 4 | 5 | 3 | 3 | 39  | 4  | 4  | 7  | 4  | 7  | 4  | 4  | 5  | 4  | 43 | 82     |

Hutchison had gespeeld met een putter die hij zelf had gemaakt, hetgeen normaal was in die tijd. Wat niet normaal gevonden werd was de geribbelde voorkant. In mei 1921 had de R&A besloten dergelijke putters per 1 juli 1921 te verbieden. Hutchison won het Open op 25 juni.
In 1937 won de reeds 60-jarige Hutchison de eerste editie van het PGA Seniors' Championship op Augusta en tien jaar later won hij het opnieuw op de PGA National Golf in Florida.
In 1963 werden Hutchison en Fred McLeod de eerste honorair-starters van de Masters.
Hutchison overleed op 93-jarige leeftijd in Evanston, Illinois. Hij is opgenomen in de World Golf Hall of Fame.

## Gewonnen

### PGA Tour
- 1918: Florida West Coast Open
- 1920: West Baden Springs Hotel, Illinois Open, Western Open, PGA Championship
- 1921: White Sulphur Springs Open, The Open Championship, North and South Open
- 1922: Columbia Country Club Open, Northern California Open
- 1923: Western Open
- 1925: Illinois PGA Championship
- 1926: Illinois PGA Championship
- 1928: Florida West Coast Open

### Nationaal
- 1916: Pennsylvania Open
- 1923: Illinois PGA Championship

### Champions Tour
- 1937: PGA Seniors' Championship
- 1947: PGA Seniors' Championship